# Tetsuo Nakanishi
Tetsuo Nakanishi (jap. 中西 哲生 Nakanishi Tetsuo; ur. 8 września 1969) – japoński piłkarz występujący na pozycji obrońcy.

## Kariera klubowa
Od 1992 do 2000 roku występował w klubach Nagoya Grampus Eight i Kawasaki Frontale.